# Ilse Egemann
Ilse Egemann (* 20. September 1923; † 28. Oktober 2008 in Duisburg) war eine deutsche Tischtennisspielerin mit ihrer aktiven Zeit in den 1950er Jahren. 
Ilse Egemann spielte nach dem Zweiten Weltkrieg zunächst beim Verein Post-SV Blau-Weiß Duisburg, 1947 wechselte sie zum neu gegründeten DSC Kaiserberg. Hier wirkte sie als Leistungsträgerin mit an den Aufstiegen der Damenmannschaft bis in die Oberliga, der damals höchsten deutschen Spielklasse im Tischtennis. Bei den deutschen Mannschaftsmeisterschaften gelangte das Team um Egemann 1957 auf Platz drei sowie 1958 und 1959 auf Platz zwei. 